# Berezivka, Mala Vîska
Berezivka (în ucraineană Березівка) este localitatea de reședință a comunei Berezivka din raionul Mala Vîska, regiunea Kirovohrad, Ucraina.

## Demografie
Componența lingvistică a localității Berezivka
     Ucraineană (91,23%)
     Rusă (8,27%)
     Alte limbi (0,49%)
Conform recensământului din 2001, majoritatea populației localității Berezivka era vorbitoare de ucraineană (91,23%), existând în minoritate și vorbitori de rusă (8,27%).